# Папа Гргур XII
Папа Гргур XII (лат. Gregorius XII; Венеција 1326 - Recanati, 18. октобар 1417) је био 205. папа од 9. децембра 1406. до 13. јула 1415.